# Ceropegia decaisneana
Ceropegia decaisneana är en oleanderväxtart som beskrevs av Robert Wight. Ceropegia decaisneana ingår i släktet Ceropegia och familjen oleanderväxter. Inga underarter finns listade i Catalogue of Life.